# Teoría de conjuntos

Un diagrama de Venn que ilustra la intersección de dos conjuntos.

La teoría de conjuntos es una rama de la lógica matemática que estudia las propiedades y relaciones de los conjuntos: colecciones abstractas de objetos, consideradas como objetos en sí mismas. Los conjuntos y sus operaciones más elementales son una herramienta básica que permite formular de cualquier otra teoría matemática.
La teoría de los conjuntos es lo suficientemente flexible y general como para construir el resto de objetos y estructuras de interés en matemáticas: números, funciones, figuras geométricas, etc; gracias a las herramientas de la lógica, permite estudiar los fundamentos.
Además, la propia teoría de conjuntos es objeto de estudio per se, no solo como herramienta auxiliar, en particular las propiedades y relaciones de los  conjuntos infinitos. En esta disciplina es habitual que se presenten casos de propiedades indemostrables o contradictorias, como la hipótesis del continuo o la existencia de algún cardinal inaccesible. Por esta razón, sus razonamientos y técnicas se apoyan en gran medida en la lógica matemática.
El desarrollo histórico de la teoría de conjuntos se atribuye a Georg Cantor, que comenzó a investigar cuestiones conjuntistas (puras) del infinito en la segunda mitad del siglo XIX, precedido por algunas ideas de Bernhard Bolzano e influido por Richard Dedekind. El descubrimiento de las paradojas de la teoría cantoriana de conjuntos, formalizada por Gottlob Frege, propició los trabajos de Bertrand Russell, Ernst Zermelo y Abraham Fraenkel.
La teoría de conjuntos se emplea habitualmente como sistema fundacional de toda la matemática, en particular en la forma de la teoría de conjuntos de Zermelo-Fraenkel con el axioma de elección. Además de su papel fundacional, la teoría de conjuntos también proporciona el marco para desarrollar una teoría matemática del infinito, y tiene varias aplicaciones en informática, filosofía y semántica formal. Su atractivo fundacional, junto con sus paradojas, sus implicaciones para el concepto de infinito y sus múltiples aplicaciones han hecho de la teoría de conjuntos un área de gran interés para lógicos y filósofos de la matemática. La investigación contemporánea sobre la teoría de conjuntos abarca una amplia gama de temas, que van desde la estructura de la línea de números reales hasta el estudio de la consistencia del cardinal grande.

## Historia

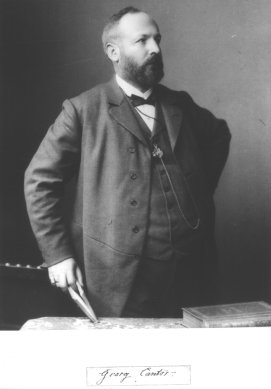
Georg Cantor.

Los temas matemáticos suelen surgir y evolucionar a través de las interacciones entre muchos investigadores. Sin embargo, la Teoría de Conjuntos fue fundada por un solo artículo en 1874 por Georg Cantor: Sobre una propiedad de la colección de todos los números algebraicos reales.
Desde el siglo V a. C., comenzando por el matemático griego Zenón de Elea en Occidente y los primeros matemáticos indios en Oriente, los matemáticos habían luchado con el concepto de infinito. Especialmente notable es el trabajo de Bernard Bolzano en la primera mitad del siglo XIX. La comprensión moderna del infinito comenzó en 1870-1874, y fue motivada por el trabajo de Cantor en análisis real. Un encuentro en 1872 entre Cantor y Richard Dedekind influyó en el pensamiento de Cantor, y culminó en el artículo de Cantor de 1874.
El trabajo de Cantor polarizó inicialmente a los matemáticos de su época. Mientras que Karl Weierstrass y Dedekind apoyaban a Cantor, Leopold Kronecker, considerado ahora como el fundador del  constructivismo matemático, no lo hacía. La teoría de conjuntos cantoriana acabó por generalizarse, debido a la utilidad de los conceptos cantorianos, como la correspondencia uno a uno entre conjuntos, su demostración de que hay más números reales que enteros, y la "infinidad de infinitos" (el paraíso de Cantor) resultante de la operación conjunto de potencias. Esta utilidad de la teoría de conjuntos condujo al artículo "Mengenlehre", aportado en 1898 por Arthur Schönflies a la Enciclopedia de Klein.
La siguiente oleada de entusiasmo en la teoría de conjuntos se produjo alrededor de 1900, cuando se descubrió que algunas interpretaciones de la teoría de conjuntos cantoriana daban lugar a varias contradicciones, llamadas antinomias o paradojas. Bertrand Russell y Ernst Zermelo encontraron de forma independiente la paradoja más sencilla y conocida, ahora llamada Paradoja de Russell: considere "el conjunto de todos los conjuntos que no son miembros de sí mismos", lo que lleva a una contradicción ya que debe ser un miembro de sí mismo y no un miembro de sí mismo. En 1899, el propio Cantor había planteado la pregunta "¿Cuál es el número cardinal del conjunto de todos los conjuntos?", y obtuvo una paradoja relacionada. Russell utilizó su paradoja como tema en su revisión de las matemáticas continentales de 1903 en su obra Los principios de las matemáticas.
En 1906, los lectores ingleses obtuvieron el libro Theory of Sets of Points  por los esposos William Henry Young y Grace Chisholm Young, publicado por Cambridge University Press.
El impulso de la teoría de conjuntos fue tal que el debate sobre las paradojas no condujo a su abandono. Los trabajos de Zermelo en 1908 y los de Abraham Fraenkel y Thoralf Skolem en 1922 dieron lugar al conjunto de axiomas ZFC, que se convirtió en el conjunto de axiomas más utilizado para la teoría de conjuntos. El trabajo de analistas, como el de Henri Lebesgue, demostró la gran utilidad matemática de la teoría de conjuntos, que desde entonces se ha convertido en un tejido de la matemática moderna. La teoría de conjuntos se utiliza comúnmente como sistema fundacional, aunque en algunas áreas -como la geometría algebraica y la topología algebraica- se considera que la teoría de categorías es un fundamento preferible.

## Introducción
La teoría de conjuntos más elemental es una de las herramientas básicas del lenguaje matemático. De hecho, toda la matemática moderna ha podido ser axiomatizada en términos de conjuntos, razón por la cual el estudio formal de la teoría de conjuntos es básica a la hora de estudiar los fundamentos de las matemáticas.
La idea inicial es que los conjuntos son entes abstractos que contienen elementos (otras entidades abstractas). Dados unos elementos, unos objetos matemáticos como números o polígonos por ejemplo, puede imaginarse una colección determinada de estos objetos, un conjunto. Cada uno de estos elementos pertenece al conjunto, y esta noción de pertenencia es la relación relativa a conjuntos más básica. Los propios conjuntos pueden imaginarse a su vez como elementos de otros conjuntos. La obtención  de un elemento {\displaystyle a} a un conjunto {\displaystyle A} se indica como {\displaystyle a\in A}.
Una relación entre conjuntos derivada de la relación de pertenencia es la relación de inclusión. Una subcolección de elementos {\displaystyle B} de un conjunto dado {\displaystyle A} es un subconjunto de {\displaystyle A}, y se indica como {\displaystyle B\subseteq A}({\displaystyle B} está incluido en {\displaystyle A}). También se puede expresar esto escribiendo {\displaystyle A\supseteq B} (que se lee {\displaystyle A} contiene a {\displaystyle B} o {\displaystyle A} incluye a {\displaystyle B}).
Ejemplos
- Los conjuntos numéricos  usuales en matemáticas son: el conjunto de los números naturales N, el de los números enteros Z, el de los números racionales Q, el de los números reales R y el de los números complejos C. Cada uno es subconjunto del siguiente:

{\displaystyle \mathbb {N} \subset \mathbb {Z} \subset \mathbb {Q} \subset \mathbb {R} \subset \mathbb {C} }

- El espacio tridimensional {\displaystyle E_{3}} es un conjunto de objetos elementales denominados puntos {\displaystyle p,p\in E_{3}}. Las rectas {\displaystyle r} y planos {\displaystyle \alpha } son conjuntos de puntos a su vez, y en particular son subconjuntos de {\displaystyle E_{3}}, {\displaystyle r\subseteq E_{3}} y {\displaystyle \alpha \subseteq E_{3}}.

### Álgebra de conjuntos
Existen unas operaciones básicas que permiten manipular los conjuntos y sus elementos, similares a las operaciones aritméticas, constituyendo el álgebra de conjuntos
- Unión. La unión de dos conjuntos A y B es el conjunto A ∪ B que contiene cada elemento que está por lo menos en uno de ellos:

- Intersección. La intersección de dos conjuntos A y B es el conjunto A ∩ B que contiene todos los elementos comunes de A y B:

- Diferencia. La diferencia entre dos conjuntos A y B es el conjunto A - B que contiene todos los elementos de A que no pertenecen a B. Lo contrario sería: es el conjunto B - A que contiene todos los elementos de B que no pertenecen a A, y dicha diferencia no es conmutativa:

- Complemento. El complemento de un conjunto A es el conjunto {\displaystyle A^{'}}que contiene todos los elementos (respecto de algún conjunto referencial) que no pertenecen a A:

- Diferencia simétrica La diferencia simétrica de dos conjuntos A y B es el conjunto A Δ B con todos los elementos que pertenecen, o bien a A, o bien a B, pero no a ambos a la vez:

- Producto cartesiano. El producto cartesiano de dos conjuntos A y B es el conjunto A × B que contiene todos los pares ordenados (a, b) cuyo primer elemento a pertenece a A y su segundo elemento b pertenece a B:

Los conjuntos y las operaciones con conjuntos se pueden representar visualmente empleando los diagramas de Venn.

### Ejemplo
En un examen, 20 estudiantes respondieron correctamente a la primera pregunta; 23 respondieron bien a la segunda pregunta; 9 respondieron correctamente ambas preguntas y 12 respondieron incorrectamente a las dos preguntas. ¿Cuál fue el número total de estudiantes que se examinaron?

Resolución:
Denotemos el número de estudiantes que respondieron correctamente a la primera pregunta como {\displaystyle A}, el número de estudiantes que respondieron correctamente a la segunda pregunta como {\displaystyle B}, el número de estudiantes que respondieron ambas preguntas correctamente como {\displaystyle A\cap B} y el número de estudiantes que respondieron ambas preguntas incorrectamente como {\displaystyle A'\cap B'}.

Se tiene que:
{\displaystyle |A|=20}, {\displaystyle |B|=23}, {\displaystyle |A\cap B|=9} y {\displaystyle |A'\cap B'|=12}

Se sabe que:
{\displaystyle Total=|A|+|B|-|A\cap B|+|A'\cap B'|}

Sustituyendo, se encuentra el número total de estudiantes que se examinaron:
{\displaystyle Total=20+23-9+12=46} estudiantes.

### Conceptos básicos y notación
La teoría de conjuntos comienza con una relación binaria fundamental entre un objeto o y un conjunto A. Si o es un miembro del conjunto (o elemento) de A, se utiliza la notación o ∈ A. Un conjunto se describe enumerando elementos separados por comas, o por una propiedad caracterizadora de sus elementos, entre llaves { }. Como los conjuntos son objetos, la relación de pertenencia también puede relacionar conjuntos.
Una relación binaria derivada entre dos conjuntos es la relación de subconjunto, también llamada inclusión de conjuntos. Si todos los miembros del conjunto A son también miembros del conjunto B, entonces A es un subconjunto de B, denotado A ⊆ B. Por ejemplo, {1, 2} es un subconjunto de {1, 2, 3}, y también lo es {2} pero {1, 4} no lo es. Como implica esta definición, un conjunto es un subconjunto de sí mismo. Para los casos en que esta posibilidad no es adecuada o tendría sentido rechazarla, se define el término subconjunto propio. A se llama subconjunto propio de B si y sólo si A es un subconjunto de B, pero A no es igual a B. Además, 1, 2 y 3 son miembros (elementos) del conjunto {1, 2, 3}, pero no son subconjuntos del mismo; y a su vez, los subconjuntos, como {1}, no son miembros del conjunto {1, 2, 3}.

### Algunas cuestiones

Un segmento inicial de la jerarquía o universo de von Neumann.

Un conjunto es puro si todos sus miembros son conjuntos, todos los miembros de sus miembros son conjuntos, y así sucesivamente. Por ejemplo, el conjunto {{}} que contiene sólo el conjunto vacío es un conjunto puro no vacío. En la teoría de conjuntos moderna, es común restringir la atención al universo de von Neumann de los conjuntos puros, y muchos sistemas de teoría axiomática de conjuntos están diseñados para axiomatizar sólo los conjuntos puros. Hay muchas ventajas técnicas en esta restricción, y se pierde poca generalidad, porque esencialmente todos los conceptos matemáticos pueden ser modelados por conjuntos puros. Los conjuntos en el universo de von Neumann se organizan en una jerarquía acumulativa, basada en la profundidad de anidamiento de sus miembros, miembros de miembros, etc. A cada conjunto de esta jerarquía se le asigna (por recursión transfinita) un  número ordinal {\displaystyle alpha}, conocido como su rango. El rango de un conjunto puro {\displaystyle X} se define como el  límite superior mínimo de todos los  ordinales sucesores de los rangos de los miembros de {\displaystyle X}. Por ejemplo, al conjunto vacío se le asigna el rango 0, mientras que al conjunto  {{}}  que contiene sólo el conjunto vacío se le asigna el rango 1. Para cada ordinal {\displaystyle \alpha }, se define el conjunto {\displaystyle V_{\alpha }} que consiste en todos los conjuntos puros con rango menor que {\displaystyle \alpha }. El universo entero de von Neumann se denomina {\displaystyle V}.

## Teoría axiomática de conjuntos
La teoría informal de conjuntos apela a la intuición para determinar cómo se comportan los conjuntos. Sin embargo, es sencillo plantear cuestiones acerca de las propiedades de estos que llevan a contradicción si se razona de esta manera, como la famosa paradoja de Russell. Históricamente ésta fue una de las razones para el desarrollo de las teorías axiomáticas de conjuntos, siendo otra el interés en determinar exactamente qué enunciados acerca de los conjuntos necesitan que se asuma el polémico axioma de elección para ser demostrados.
Las teorías axiomáticas de conjuntos son colecciones precisas de axiomas escogidos para poder derivar todas las propiedades de los conjuntos con el suficiente rigor matemático. Algunos ejemplos conocidos son:
- La teoría de conjuntos de Zermelo-Fraenkel
- La teoría de conjuntos de Neumann-Bernays-Gödel
- La teoría de conjuntos de Morse-Kelley
- La teoría de conjuntos de Quine, New Foundations

## Áreas de estudio
La teoría de conjuntos es una de las principales áreas de investigación en matemáticas, con muchos subcampos interrelacionados.

### Teoría de conjuntos combinatoria
La "teoría combinatoria de conjuntos" se refiere a las extensiones de la  combinatoria finita a los conjuntos infinitos. Esto incluye el estudio de la aritmética cardinal y el estudio de extensiones del teorema de Ramsey como el teorema de Erdos-Ko-Rado.

### Teoría descriptiva de conjuntos
La teoría descriptiva de conjuntos es el estudio de los subconjuntos de la recta real y, más generalmente, de los subconjuntos de los espacios polacos. Comienza con el estudio de las «clases de puntos» en la jerarquía de Borel y se extiende al estudio de jerarquías más complejas como la jerarquía proyectiva y la jerarquía de Wadge. Muchas propiedades de los conjuntos de Borel pueden establecerse en ZFC, pero demostrar que estas propiedades se mantienen para conjuntos más complicados requiere axiomas adicionales relacionados con la determinación y los cardinales grandes.
El campo de la teoría descriptiva efectiva de conjuntos se encuentra entre la teoría de conjuntos y la  teoría de la recursión. Incluye el estudio de las clases de puntos ligeros, y está estrechamente relacionado con la teoría hiperaritmética. En muchos casos, los resultados de la teoría de conjuntos descriptiva clásica tienen versiones efectivas; en algunos casos, los nuevos resultados se obtienen demostrando primero la versión efectiva y luego extendiéndola ("relativizándola") para hacerla más ampliamente aplicable.
Un área reciente de investigación se refiere a las relaciones de equivalencia de Borel y a las relaciones de equivalencia definibles más complicadas. Esto tiene importantes aplicaciones al estudio de invariantes en muchos campos de las matemáticas.

### Teoría de conjuntos difusos
En la teoría de conjuntos tal y como la definió Cantor y la axiomatizaron Zermelo y Fraenkel, un objeto es miembro de un conjunto o no lo es. En la  teoría de conjuntos difusos esta condición fue relajada por Lotfi A. Zadeh de modo que un objeto tiene un grado de pertenencia a un conjunto, un número entre 0 y 1. Por ejemplo, el grado de pertenencia de una persona al conjunto de "personas altas" es más flexible que una simple respuesta de sí o no y puede ser un número real como 0,75.

### Teoría del modelo interno
Un modelo interior de la teoría de conjuntos de Zermelo-Fraenkel (ZF) es una clase transitiva que incluye todos los ordinales y satisface todos los axiomas de ZF. El ejemplo canónico es el universo construible L desarrollado por Gödel.
Una de las razones por las que el estudio de los modelos internos es de interés es que puede utilizarse para demostrar resultados de consistencia. Por ejemplo, se puede demostrar que independientemente de si un modelo V de ZF satisface la hipótesis del continuo o el axioma de elección, el modelo interno L construido dentro del modelo original satisfará tanto la hipótesis del continuo generalizado como el axioma de elección. Así, la suposición de que ZF es consistente (tiene al menos un modelo) implica que ZF junto con estos dos principios es consistente.
El estudio de los modelos internos es común en el estudio de la determinación y de los grandes cardinales, especialmente cuando se consideran axiomas como el axioma de determinación que contradicen el axioma de elección. Incluso si un modelo fijo de la teoría de conjuntos satisface el axioma de elección, es posible que un modelo interno no satisfaga el axioma de elección. Por ejemplo, la existencia de cardinales suficientemente grandes implica que hay un modelo interno que satisface el axioma de determinación (y por tanto no satisface el axioma de elección).

### Cardinales grandes
Un cardinal grande es un número cardinal con una propiedad extra. Se estudian muchas propiedades de este tipo, incluyendo cardinal inaccesibles, cardinal medibles, y muchas más. Estas propiedades típicamente implican que el número cardinal debe ser muy grande, con la existencia de un cardinal con la propiedad especificada indemostrable en teoría de conjuntos de Zermelo-Fraenkel.

### Determinación
Determinación se refiere al hecho de que, bajo los supuestos adecuados, ciertos juegos de dos jugadores con información perfecta están determinados desde el principio en el sentido de que un jugador debe tener una estrategia ganadora. La existencia de estas estrategias tiene importantes consecuencias en la teoría descriptiva de conjuntos, ya que la suposición de que una clase más amplia de juegos está determinada implica a menudo que una clase más amplia de conjuntos tendrá una propiedad topológica. El axioma de determinación (AD) es un importante objeto de estudio; aunque es incompatible con el axioma de elección, AD implica que todos los subconjuntos de la recta real se comportan bien (en particular, medibles y con la propiedad de conjunto perfecto). La AD puede utilizarse para demostrar que los grados de Wadges tienen una estructura elegante.

### Forzamiento
Paul Cohen inventó el método de forzamiento mientras buscaba una  modelo de ZFC en la que fallara la hipótesis del continuo, o un modelo de ZF en el que fallara el axioma de elección. El forzamiento adjunta a algún modelo dado de la teoría de conjuntos conjuntos adicionales para crear un modelo más grande con propiedades determinadas (es decir, "forzadas") por la construcción y el modelo original. Por ejemplo, la construcción de Cohen une subconjuntos adicionales de los números naturales sin cambiar ninguno de los números cardinales del modelo original. El forzamiento es también uno de los dos métodos para demostrar la consistencia relativa por métodos finíticos, el otro método es el Modelo booleano valorado.

### Invariantes cardinales
Un invariante cardinal es una propiedad de la línea real medida por un número cardinal. Por ejemplo, un invariante bien estudiado es la menor cardinalidad de una colección de conjunto reducido de reales cuya unión es toda la recta real. Se trata de invariantes en el sentido de que dos modelos isomórficos de la teoría de conjuntos deben dar el mismo cardinal para cada invariante. Se han estudiado muchos invariantes cardinales, y las relaciones entre ellos son a menudo complejas y están relacionadas con axiomas de la teoría de conjuntos.

### Topología de conjuntos
La topología teórica de conjuntos estudia cuestiones de topología general que son de naturaleza teórica de conjuntos o que requieren métodos avanzados de la teoría de conjuntos para su solución. Muchos de estos teoremas son independientes de la ZFC, requiriendo axiomas más fuertes para su demostración. Un problema famoso es la espacio normal de Moore, una cuestión de topología general que fue objeto de intensa investigación. Finalmente se demostró que la respuesta a la cuestión del espacio normal de Moore es independiente de ZFC.

## Objeciones a la teoría de conjuntos
Desde los inicios de la teoría de conjuntos, algunos matemáticos han objetado a la misma como  fundamento de las matemáticas. La objeción más común a la teoría de conjuntos, una Kronecker expresada en los primeros años de la teoría de conjuntos, parte de la visión  constructivista de que las matemáticas están vagamente relacionadas con la computación. Si se acepta este punto de vista, entonces el tratamiento de los conjuntos infinitos, tanto en la teoría informal de conjuntos como en la teoría axiomática de conjuntos, introduce en las matemáticas métodos y objetos que no son computables ni siquiera en principio. La viabilidad del constructivismo como fundamento sustitutivo de las matemáticas aumentó considerablemente con el influyente libro de Errett Bishop Foundations of Constructive Analysis.
Una objeción diferente planteada por Henri Poincaré es que la definición de conjuntos mediante los esquemas axiomáticos de especificación y reemplazo, así como el Axioma del conjunto potencia, introduce la Impredicatividad, un tipo de circularidad, en las definiciones de los objetos matemáticos. El alcance de las matemáticas fundadas en la predicatividad, aunque es menor que el de la teoría de Zermelo-Fraenkel comúnmente aceptada, es mucho mayor que el de las matemáticas constructivas, hasta el punto de que Solomon Feferman ha dicho que todo el análisis científicamente aplicable puede desarrollarse, utilizando métodos predicativos.
Ludwig Wittgenstein condenó filosóficamente la teoría de conjuntos por sus connotaciones de platonismo matemático. Escribió que "la teoría de conjuntos es errónea ya que se basa en el "sinsentido" del simbolismo ficticio, tiene "modismos perniciosos", y que no tiene sentido hablar de "todos los números". Wittgenstein identificó las matemáticas con la deducción humana algorítmica; la necesidad de un fundamento seguro para las matemáticas le parecía un sinsentido.  Además, dado que el esfuerzo humano es necesariamente finito, la filosofía de Wittgenstein requería un compromiso ontológico con el constructivismo radical y el finitismo.  Los enunciados metamatemáticos -que, para Wittgenstein, incluían cualquier enunciado que cuantificara sobre dominios infinitos, y por tanto casi toda la teoría de conjuntos moderna- no son matemáticas.  Pocos filósofos modernos han adoptado los puntos de vista de Wittgenstein después de una espectacular metedura de pata en Observaciones sobre los fundamentos de las matemáticas: Wittgenstein intentó refutar los teoremas de incompletitud de Gödel después de haber leído sólo el resumen.  Como señalaron los revisores Kreisel, Bernays, Dummett, y Goodstein, muchas de sus críticas no se aplicaban al artículo en su totalidad. Solo recientemente filósofos como Crispin Wright han comenzado a rehabilitar los argumentos de Wittgenstein.
Los teóricos de la categoría han propuesto la teoría de los topos como una alternativa a la teoría axiomática de conjuntos tradicional. La teoría de topos puede interpretar varias alternativas a dicha teoría, como el constructivismo, la teoría de conjuntos finitos y la teoría de conjuntos de la computable. Los topos también dan un marco natural para forzar y discutir la independencia de la elección de ZF, además de proporcionar el marco para la topología sin sentido y el espacio de Stone.
Un área de investigación activa es la de los fundamentos univalentes y relacionada con ella la Teoría de tipos homotópica. Dentro de la teoría de tipos de homotopía, un conjunto puede ser considerado como un tipo 0 de homotopía, con «propiedades universales» de los conjuntos que surgen de las propiedades inductivas y recursivas de los  tipos inductivos superiores. Principios como el Axioma de elección y la Principio del tercero excluido pueden ser formulados de una manera correspondiente a la formulación clásica en la teoría de conjuntos o tal vez en un espectro de formas distintas únicas a la teoría de tipos. Algunos de estos principios pueden demostrarse como consecuencia de otros principios. La variedad de formulaciones de estos principios axiomáticos permite un análisis detallado de las formulaciones necesarias para derivar diversos resultados matemáticos.